# Ceratosphys angelieri
Ceratosphys angelieri är en mångfotingart som beskrevs av Jean-Paul Mauriès 1964. Ceratosphys angelieri ingår i släktet Ceratosphys och familjen Opisthocheiridae. Inga underarter finns listade i Catalogue of Life.